# Psicologia do idoso
Psicologia do idoso, Psicologia geriátrica ou Psicologia do envelhecimento é a área da psicologia que estuda o comportamento das pessoas com mais de 60 anos.

## Princípios
Com o envelhecimento, a pessoa se depara com mudanças em diferentes aspectos de sua vida.Nesta fase acontecem uma série de alterações emocionais, psíquicas, físicas e sociais. A forma com que o idoso lidará com essas questões contribuirá de forma positiva ou negativa para a sua qualidade de vida. Porém, nem sempre é fácil assimilar, trabalhar e aceitar todas as transformações sozinho. Os motivos que trazem o idoso para o consultório são os mais variados: problemas de relacionamento, episódios depressivos, ansiedade, processos de luto, relacionamento familiar, necessidade  de adaptação ou reabilitação diante de uma doença, etc.. Mas com a ajuda de um psicólogo o idoso consegue preservar sua saúde mental.